# Imunofluorescência

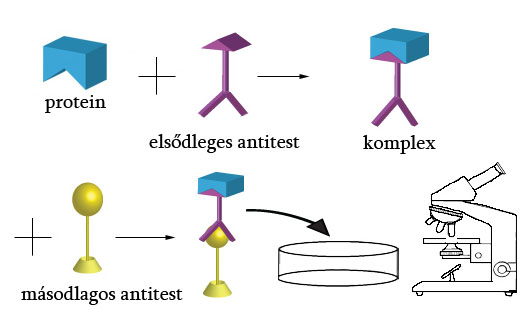
Processo de imunofluorescência.

Imunofluorescência é uma técnica que permite a visualização de antígenos nos tecidos ou em suspensões celulares utilizando corantes fluorescentes, que absorvem luz e a emitem num determinado comprimento de onda (c. d. o.). Quando o corante está ligado ou conjugado com um anticorpo, os locais de reação entre o antígeno e o anticorpo conjugado podem facilmente ser visualizados. Os fluorocromos mais utilizados em técnicas de imunofluorescência são a fluoresceína isocianetada (FITC) e rodamina.
Os fluoróforos, depois de excitados por um comprimento de onda específico (espectro de absorção), emitem fluorescência (fótons de luz) a um comprimento de onda superior (espectro de emissão). Por exemplo, o FITC tem um c. d. o. máximo de excitação a 496 nm (azul a caminho do verde) e uma emissão de fluorescência máxima a 520 (o chamado verde fluorescente). O uso combinado de filtros que barram a luz para c. d. o. previamente determinados permite visualizar estas moléculas.
Virtualmente, alguns antígenos podem ser detectados pela imunofluorescência. A combinação de sensibilidade, especificidade e simplicidade torna este método muito útil. Em muitos laboratórios de histopatologia, biópsias de rim e de pele são examinadas com técnicas de imunofluorescência para diferenciação de tumores com técnicas imunoenzimáticas para observação em microscopia de luz.